# Prevole
Prevole je naselje u slovenskoj Općini Žužemberku. Prevole se nalazi u pokrajini Dolenjskoj i statističkoj regiji Jugoistočnoj Sloveniji. 

## Stanovništvo
Prema popisu stanovništva iz 2002. godine naselje je imalo 94 stanovnika.